# Gare de Maysville (Kentucky)
La gare de Maysville est une gare ferroviaire des États-Unis, située sur le territoire de la ville de Maysville dans l'État du Kentucky.

## Histoire
Elle a été construite en 1918.

## Service des voyageurs

### Accueil
Cest une gare sans personnel.

### Desserte
Elle est desservie par des liaisons longue-distance Amtrak:
- le Cardinal: Chicago - New York